# Моторленд Арагон
Моторленд Арагон (ісп. Motorland Aragón) — автомотодром, розташований у іспанському муніципалітеті Альканьїс. Найбільш відомий завдяки проведенню тут мотоциклетного Гран-Прі Арагону, яке проводиться тут щороку, починаючи з 2010.

## Історія

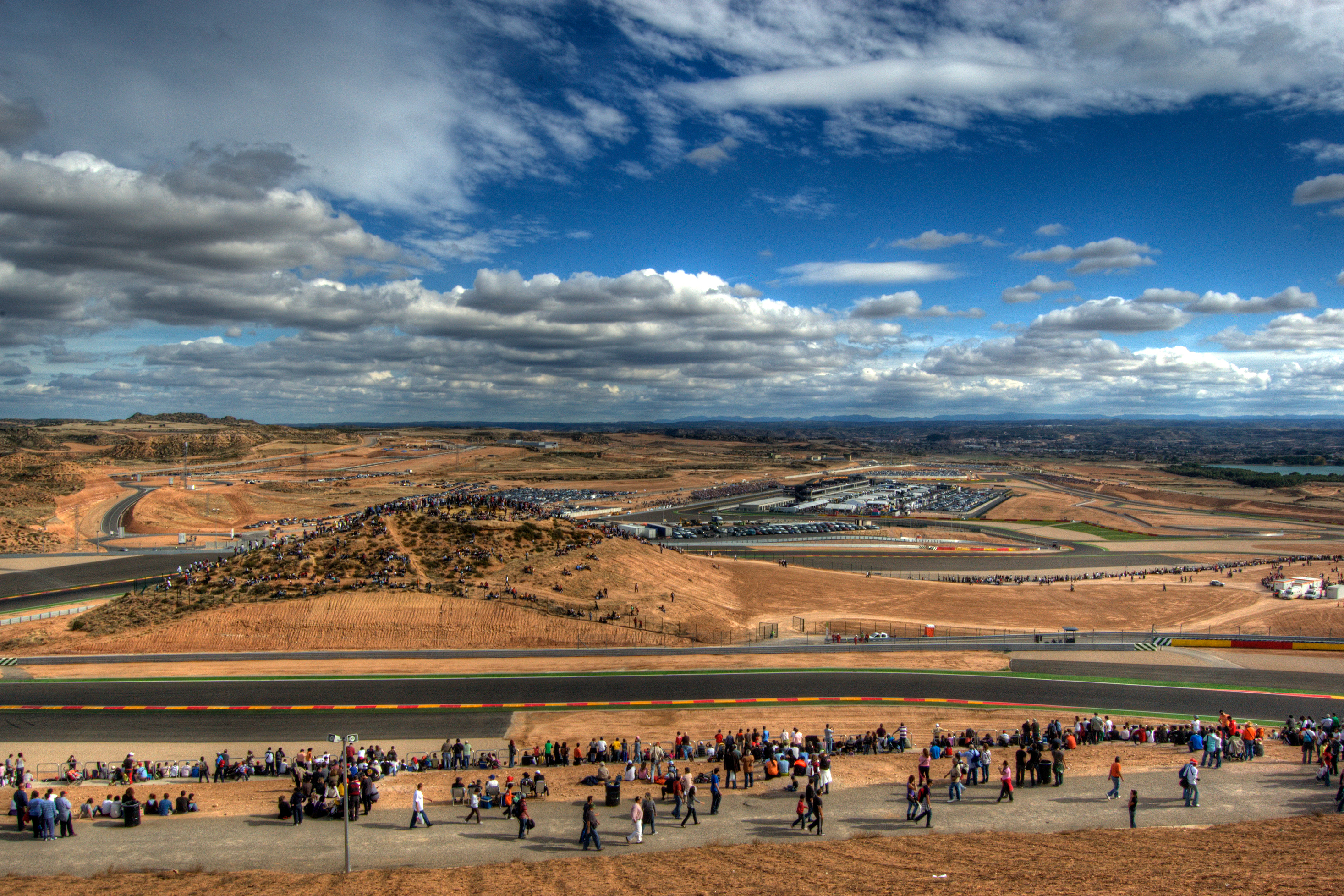

Перші змагання на території Альканьїса відбулися понад сорок років тому, у 1965 році. Це були автомобільні перегони вулицями міста. Зростання потужності транспортних засобів та вимог до рівня безпеки призвели до того, що у 1992 році довелося скоротити довжину траси, що, в свою чергу, вплинуло на подальшу неможливість проведення тут змагань найвищого рівня. В результаті цього, наприкінці 90-х років виникла ідея будівництва в Альканьїсі автомототреку.
До складу робочої команди по проєктування «Моторленду» увійшли:
- Герман Тільке — німецький архітектор, проєктант багатьох трас Формули-1 — виступив як архітектор траси;
- Педро де ла Роса — гонщик Формули-1 — був технічним консультантом;
- Foster and Partners — британське архітектурне бюро — проєктувало примикаючу до треку територію.

### MotoGP
У березні 2010 року було оголошено про підписання 5-ти річної угоди між Dorna Sports та дирекцією «Моторленд Арагон», згідно з якою «Гран-Прі Арагону» стало резервним етапом в календарі MotoGP. Однією із ключових причин вибору саме «Моторленду» стало те, що тут тримається сприятлива погода протягом тривалого періоду часу з квітня по жовтень.
Перший етап чемпіонату світу відбувся у тому ж році: з 17 по 19 вересня 2010 року і він замінив в календарі Гран-Прі Угорщини. Проведення першого Гран-Прі на Моторленд Арагон було відзначене нагородою IRTA (міжнародною асоціацією гоночних команд) як «Найкраще Гран-Прі року» і це став перший випадок в історії, коли траса отримала таку нагороду в дебютний рік.